# Велика Шевниця
Велика Шевниця (словен. Velika Ševnica) — поселення в общині Требнє, регіон Південно-Східна Словенія, Словенія.